# Andorra i olympiska vinterspelen 1994
Andorra deltog i olympiska vinterspelen 1994. Andorras trupp bestod av 4 män och 2 kvinnor.

## Resultat

### Alpin skidåkning
- Super-G herrar
  - Victor Gómez - 43
  - Gerard Escoda - 44
  - Ramon Rossell - 46
  - Santi López - DNF

- Storslalom herrar
  - Gerard Escoda - DNF
  - Victor Gómez - DNF

- Slalom herrar
  - Gerard Escoda - DNF

- Kombinerad herrar
  - Gerard Escoda - DNF

- Super-G damer
  - Gerard Escoda - DNF

- Storslalom damer
  - Vicky Grau - DNF
  - Caroline Poussier - DNF

- Slalom damer
  - Caroline Poussier - 24
  - Vicky Grau - DNF